# Тайное голосование (группа)
«Та́йное голосова́ние» — советская рок-группа из Ленинграда, выступавшая с 1987 по 1992 годы. Эта группа является своеобразной предшественницей коллектива «Танцы Минус»: в ней играл действующий вокалист «Танцев» Вячеслав Петкун.

## История

### Первый состав
Группа была основана в конце ноября 1987 года бас-гитаристом Сергеем Голубевым и барабанщиком Андреем Вепровым, которые ранее выступали в группе «Геометрия». Они нашли репетиционную базу в ПТУ №116 на проспекте Народного Ополчения и начали собирать музыкантов. При помощи Андрея Панова из группы «Автоматические удовлетворители» удалось найти гитариста Алексея Савленкова, известного по коллективам «Воспоминания о будущем» и «Плюмбум», вокалиста Александра Муравьёва, который играл на гитаре в «Автоматических удовлетворителях», и тенора-саксофониста Александра Коновалова из «Тихого омута».
Группа не знала, какой им выбрать репертуар, поэтому Вепров начал импровизацию, за которой последовали Голубев и другие члены группы. На помощь пришёл и Савленков, который предложил свои наброски песен. Все вопросы в группе фактически стали решаться демократическим путём — тайным голосованием, в честь чего коллектив и взял своё название. В январе его приняли в Ленинградский рок-клуб.
Первый крупный концерт группа дала во Дворце культуры Железнодорожников 21 и 22 февраля 1988 перед выступлением группы «Телевизор». В журнале РИО отмечалось, что музыка коллектива «отпугивает некоторой стерильностью», хотя коллектив был очень сыгранным. В течение весны и начала лета группа дала несколько концертов и приняла участие в первом туре VI фестиваля рок-клуба, но не получила приглашение на сцену Зимнего стадиона по причине отсутствия хорошего автора песен.

### Второй состав
Летом группа приостановила свои выступления: Коновалов, который выступал параллельно в группе «Бриллианты от Неккермана», был призван в армию, а Муравьёв ушёл играть в июле в «Бригадный подряд» бас-гитаристом. Осенью группа дала всего два концерта: в Череповце на Первом фестивале местного рок-клуба и на закрытии фестиваля журнала «Аврора 89» в ЦПКиО. Поиски вокалиста и автора песен продолжались, поскольку Коновалов сочинял слишком медленно. В сентябре в группу пригласили клавишника и певца Евгения Пуссера, который после нескольких месяцев малоуспешной работы ушёл в феврале в «Клуб кавалера Глюка».
В ноябре 1988 года в группу пришёл Вячеслав Петкун, который до этого пробовался безуспешно в «Корпус 2», и он помог группе прославиться. С приходом Петкуна группа сменила жанр со смеси панк-рока и хард-рока на фолк-рок, блюз-рок и рэггей. В марте 1989 года в группу пришёл тенор-саксофонист Сергей Ячменёв, который был сессионным музыкантом «Аукцыона», «Алисы» и «Поп-механики». В коллективе также работали такие люди, как звукооператор Владимир Лапин (ранее — «Корпус 2»), директор Валерий Семихин («Геликон», «Мир») и режиссёр Андрей Лисин.
Весной 1989 года новый состав начал гастролировать. В ноябре в учебной студии Института киноинженеров был записан единственный альбом группы «Кто там?». До 1991 года «Тайное голосование» играло в Ленинграде, гастролировало по стране (Гродно, Великие Луки и другие города), участвовала в ряде фестивалей («Новая Музыка», «Ковчег XXI век»), а в марте 1991 года выступило на 10-летии Ленинградского рок-клуба.

### Распад и судьбы участников
Но к концу 1991 года группа оказалась близка к распаду, прекратив существование фактически весной 1992 года.
- Вепров стал склоняться к коллективам «1812 год», «Выход» и «Яблочный Спас», уйдя весной в «Мифы».
- Ячменёв продолжил свою карьеру в коллективе «Корпус 2». 10 июля 2022 скончался после осложнений, связанных с болезнью Паркинсона.
- Петкун ушёл из группы в 1992 году, занялся бизнесом, а в 1996 году образовал свой коллектив «Танцы Минус», фронтменом которого он является и сейчас[1].
- Савленков осенью 1992 года ушёл петь в церковь и вскоре принял постриг, став иеромонахом Нилом. Далее он служил в Ильинской пустыни в Карелии, где ночью 9 августа 2003 был ограблен и убит своими же послушниками[2][3].
- Муравьёв скончался 26 апреля 2008 после долгой болезни.

В 1991 году две песни с альбома «Кто там?» вошли в 15-й выпуск сигнальной серии пластинок, издававшихся питерской «Мелодией» в 1991 году. Концертная запись песни «Мухи жужжат» вошла в альбом «Однажды в Рок-клубе», собранный из записей, сделанных в 1991 на десятилетии клуба в ЛМДСТ и «Юбилейном».
Сам магнитоальбом «Кто там?» до настоящего времени не переиздан.

## Состав

### Первый состав
- Александр Муравьёв (вокал)
- Алексей Савленков (гитара)
- Сергей Голубев (бас-гитара)
- Андрей Вепров (барабаны)
- Александр Коновалов (саксофон)

### Другие участники
- Вячеслав Петкун (вокал)
- Евгений Пуссер (вокал, клавишные)
- Сергей Ячменёв (саксофон)

## Дискография
| 1989 — Кто там?                                                                             |
| ------------------------------------------------------------------------------------------- |
| 1. Кто там? 2. Шпионы 3. Ты видишь там 4. Наркоз 5. СССР 6. Наши желания 7. Нет больше силы |